# (281772) Matttaylor
(281772) Matttaylor est un astéroïde de la ceinture principale.

## Description
(281772) Matttaylor est un astéroïde de la ceinture principale. Il fut découvert le 13 septembre 2009 à ESA OGS par Matthias Busch et Rainer Kresken. Il présente une orbite caractérisée par un demi-grand axe de 2,66 UA, une excentricité de 0,14 et une inclinaison de 5,1° par rapport à l'écliptique.

## Compléments